# SSSS.DYNAZENON
《SSSS.DYNAZENON》為繼《SSSS.GRIDMAN》之後《GRIDMAN UNIVERSE》的第二部動畫作品，而製作方面採用了該作的部分製作團隊，主要人物及劇情方面完全不同於前作。本作於2021年4月2日開始播放。

## 故事簡介
高中生麻中蓬某天放學路上遇到了一名自稱「怪獸使」的神秘男子失馬，面對突然出現的怪獸與巨大機器人「DYNAZENON」，蓬與正巧在場的南夢芽、山中曆、飛鳥川千瀨一同被捲入了與怪獸的戰鬥中。

## 登場人物

### 主要角色
失馬（GAUMA，聲：濱野大輝）
自稱是「怪獸使」的神祕青年。在5000年前與十駕、鬼蛇、貉、沉曾是同伴。但遭效力的國家忌憚下毒後，失馬因喜歡國家的公主而決定背叛怪獸優生主義，和其他四人戰鬥時造成臉上S字樣的傷疤並同歸於盡。
之後五人都在現代復活。復活前被某人託付了DYNAZENON。在現代復活後操縱怪獸的力量不知為何變弱了，認為公主應該也在現代的某處復活，為了與她再度相見而與怪獸優生主義操縱的怪獸展開對戰。
與野性的外表不同，是個注重禮儀與信義的正直男性。沒有戰鬥時會住在河邊的橋底下，做著複數的打工來維持生計。持有DYNADIVER。
在第11集中證實他就是特攝版《電光超人古立特》第18集中出場的中國木乃伊。
第12集打敗怪獸使者後消失（其實是與DYNAZENON合而為一），其後於劇場版GRIDMAN UNIVERSE中以新世紀中學生Rex之身份再次登場，並擁有自行變身成DynaRex的能力。
麻中蓬（YOMOGI ASANAKA，聲：榎木淳彌）
就讀於東京都立不如歸台高中的男高中生。因為救了餓倒在路旁的失馬而單方面被他當成了朋友。DYNAZENON的啟動成員之一，持有DYNASOLDIER。
雙親在他小時候就已離婚，現與母親（聲：折笠富美子）和外祖母一起居住。母親與名為上條（聲：内田夕夜）的男性正在交往中，但自己卻始終覺得無法融入其中，因此為了早日離家獨立而開始打工。
擁有怪獸使的資質，能短暫控制怪獸。喜歡南夢芽。第11集對夢芽直球告白，但在夢芽要回應時被沉打斷。
第12集尋找DYNASOLDIER的過程中因途經損毀的街道造成右手背S字樣的傷疤。於三個月後的文化祭被夢芽調侃還在稱呼她南同學，之後改為直呼其名。
南夢芽（YUME MINAMI，聲：若山詩音）
麻中蓬的同班同學，因為長相亮麗出色常有男同學邀約遊玩，但最後卻爽約放對方鴿子的經歷，因此被校內同學私下評為「有爽約體質」的負面傳聞。
原因是小學生時跟姐姐香乃約定好要去聽她的合奏會，但香乃卻發生意外溺水身亡，來不及完成約定而造成心理陰影。
將蓬約出來見面時遇上怪獸，而被失馬召喚出來的DYNAZENON選為啟動成員之一，持有DYNAWING，常常利用DYNAWING通勤上學及外出遊玩。
時常拿著生命之符樣式的智慧輪把玩。該智慧輪是姊姊香乃的遺物。
與蓬互有好感。第11集要回應蓬的告白時被沉打斷。
第12集尋找DYNAWING的過程中因途經損毀的街道造成左大腿S字樣的傷疤。三個月後的文化祭要求蓬直呼自己本名夢芽時確認雙方已交往，之後與蓬牽手返回教室準備鬼屋表演。
山中暦（KOYOMI YAMANAKA，聲：梅原裕一郎）
33歲的無業繭居族，被千瀨稱呼為「前輩」。因為被千瀨強拉去看怪獸出現的現場而被DYNAZENON選為啟動成員之一，持有DYNASTRIKER。
第10集因怪獸的能力回到過去，和蓬一同返回現代時右腳腳背出現了S字樣的傷疤。
第12集，消滅怪獸使者三個月後，剪去長髮穿上西裝正式成為上班族。
飛鳥川千瀨（CHISE ASUKAGAWA，聲：安濟知佳）
曆的表妹。是名女中學生，逃學中。總是賴在曆的房間中。喜歡把糖果咬碎吃掉。雖然沒有被選為DYNAZENON的駕駛員，但總是跟著眾人一起參加機體操縱訓練。在第九集獲得機械怪獸GOLDBURN。
左手有紋身，但平常都用臂套遮起來。最終回在GOLDBURN離開後將它紋在左手手臂上留作紀念。

### 古立特騎士同盟
為了從怪獸手中守護人類而戰。由於怪獸的出現導致邊界的不安定，因而出現故事所在的世界。
騎士（Knight，聲：鈴村健一（日本））
為前作《SSSS.GRIDMAN》出場的安奇。
外表成長成為一個身穿黑藍色西裝（右邊衣領上有著紫色火焰花紋）、留著奇特髮型的銀髮男性。
腰後掛著握柄和（Gridman Calibur）相似的紅色長刀。
第二代（聲：高橋花林（日本））
為前作《SSSS.GRIDMAN》出場的怪獸少女亞諾希拉斯2代。
外表成長成為一個身穿黑色長褲套裝（右邊衣領上有著粉色音符）、戴無框眼鏡的年輕女性。
作為“騎士”的助手行動，經常拖著一個大型行李箱。

### 怪獸優先主義
主張怪獸應該主導這個世界的集團。全員在5000年前與失馬同樣是怪獸使和同伴，並於現代復活。具有操縱怪獸的能力。
十駕（JUUGA，聲：神谷浩史）
戴著眼鏡的優雅青年。個性穩重。仍把失馬當成值得敬重的前輩看待。
由於上述的原因，加上發覺了蓬具有怪獸使的素質後一直想將兩人拉入己方陣營之中。理解兩人不同意後也能毫不留情的痛下殺手。在怪獸接連被打倒後開始焦慮，在最後一個自然誕生的怪獸GARNIX被打倒後明白怪獸已經不會再度出現，而獨自找上失馬表達了自己一方敗北的事實，並試圖找到自己的新的生存意義。不過在看見沉變化而成的怪獸GAGULA後感到喜悅，並與之融合和失馬等人操縱的DYNAZENON展開決戰而敗北身亡。
鬼蛇（ONIJA，聲：內田雄馬）
紅色長髮的青年。性格易怒、好戰。對背叛了自己等人的失馬懷有強烈的敵意。
目標是用怪獸的力量滅亡人類，在怪獸們屢戰屢敗後常被怪獸的碎片給波及而差點喪命。
怪獸GARNIX被打倒後仍未放棄消滅人類，而試圖搶奪警察的手槍而被捕。在怪獸GAGULA和古立特騎士交手時趁機逃出警局，並與GAGULA融合試圖藉此滅亡人類，但在古立特騎士與DYNAZENON的努力下與怪獸GAGULA一起被消滅。
貉（MUJINA，聲：諏訪彩花）
四人中唯一的女性成員。性格恬靜，對DYNAZENON與蓬等人不是很關心。
其實在復活後找不到自己的生存目標，而大多數時間都跟著同伴的決定而行動著。在與曆接觸過，並在怪獸BULLBIND出現後開始展現積極的態度去操控怪獸。雖然和曆成了能互相喝酒聊天的酒友，但在最後仍選擇與同伴們一起與怪獸GAGULA融合，並在最後的決戰中敗北身亡。
沉（SIZUMU，聲：內山昂輝）
有著褐色肌膚的少年。沒有太多的表情，總是沉默寡言。後來以交換留學生的身分轉入不知歸台高中，成了蓬與夢芽的同班同學。
在察覺怪獸是因為人類的情感而誕生後，利用了蓬與夢芽之間的感情，在自己的體內孕育著新的怪獸，最終將自身變成怪獸GAGULA再與同伴們融合後，跟古立特騎士及DYNAZENON展開決戰，最終與同伴們一起被消滅。
在蓬使用操縱怪獸的能力暫時控制住怪獸GAGULA時，沉曾質問蓬為何要拒絕怪獸的力量，但在蓬回覆後卻表示自己始終無法理解人類後死去。

### 主要角色的相關人物
稻本小姐（INAMOTO-SAN，聲：伊瀨茉莉也）
蓬打工的地方的前輩。與曆曾是同學。因為結婚的緣故而搬回不如歸台居住。
鳴衣（MEI，聲：田所梓）
夢芽小時候就認識至今的好友。
淡木（AWAKI，聲：小笠原仁）
名澄（NAZUMI，聲：梶原岳人）
蘭卡（RANKA，聲：土屋李央）
金石（KANEISHI，聲：遠野光）
四人皆為蓬與夢芽的同班同學。
南香乃（聲：佐伯伊織）
夢芽的姊姊。本篇開始的五年前為不如歸台高中合唱社的社員，因為成長的關係而慢慢與妹妹有了距離，在邀請妹妹前去觀看自己的演唱會前因為在水門上意外摔落而過世。
生前與同社團的副社長千田雙葉（聲：田丸篤志）交往，被女同學發現有被捉弄過，因此在她過世後傳出了其實她是因為被欺凌而自殺的傳聞。
夢芽在透過怪獸GARNIX回到過去與姊姊交談時，香乃表示自己和妹妹有約定，所以絕對不會自殺而解開了夢芽的心結。

## 登場怪獸
夏爾邦迪斯（SHALBANDES）

古雷喬姆（GREYJHOM）

巴拿咚恩（BURNADDON）

迪多拉斯（DIDORAS）

涅歐伏畢雅（NEOPHOBIA）

布魯拜恩（BULLBIND）

賽歐恩（ZAIOHN）

基布佐格（GIBZORG）

戈魯德奔恩（GOLDBURN）

加魯尼克斯（GARNIX）

加裘拉（第1形態）（GAGULA）

加裘拉（第2形態）（GAGULA）

## 電視動畫

### 製作團隊
- 原作：《電光超人古立特》
- 導演：雨宮哲
- 編劇：長谷川圭一
- 人物設計：坂本勝
- 副人物設計：中村真由美
- 助理監督：宮島善博
- 美術監督：權瓶岳斗
- 色彩設計：武田仁基
- 攝影監督：志良堂勝規（Graphinica）
- 編輯：吉武将人
- 音樂：鷺巣詩郎
- 音樂製作：波麗佳音
- 音響監督：郷文裕貴
- 音響効果：森川永子（ちゅらサウンド）
- 動畫制作：TRIGGER

### 主題曲
片頭曲
作詞、作曲、編曲、歌：大石昌良
片尾曲
作詞、作曲、編曲：RIRIKO，歌：內田真禮
插入曲
（第1話、第9話、第10話、第12話）
作詞：，作曲：鈴木行一
（第1話、第3話、第6話、第12話）
作詞、作曲：松井孝夫
「My Way」（第7話）
作詞：RIRIKO，作曲：南悠翔，編曲：遠藤直彌，歌：安奇（鈴村健一）

### 各話列表
| 話數   | 日文標題 | 中文標題                 | 劇本       | 分鏡     | 演出       | 作畫監督                                                            | 總作畫監督 | 首播日期 （2021年） |
| ------ | -------- | ------------------------ | ---------- | -------- | ---------- | ------------------------------------------------------------------- | ---------- | ------------------- |
| 第1回  |          | 怪兽操控者，是什麼？     | 長谷川圭一 | 雨宮哲   | 金子祥之   | 、齊藤健吾                                                          | 坂本勝     | 4月2日              |
| 第2回  |          | 戰鬥的理由，是什麼？     | 長谷川圭一 | 雨宮哲   | 古川晟     | 、田村瑛美                                                          | 坂本勝     | 4月9日              |
| 第3回  |          | 叛徒，是什麼？           | 長谷川圭一 | 大塚健   | 下平佑一   | 中村真由美、長谷川哲也                                              | 坂本勝     | 4月16日             |
| 第4回  |          | 這內心的悸動，是什麼？   | 長谷川圭一 | 藤井辰己 | 藤井辰己   | 高藤彩、西川將貴                                                    | 坂本勝     | 4月23日             |
| 第5回  |          | 像情侣一样，是什麼？     | 長谷川圭一 | 大嶋博之 | 佐竹秀幸   | 佐竹秀幸、冰室陽 宇佐美翔平、長谷川哲也 日向晴香、高木麻穗 芳垣祐介 | 坂本勝     | 4月30日             |
| 第6回  |          | 這份伤感，是什麼？       | 長谷川圭一 | 金子祥之 | 金子祥之   | 西原惠利香、                                                        | 坂本勝     | 5月7日              |
| 第7回  |          | 聚在一起的意义，是什麼？ | 長谷川圭一 | 宮島善博 | 宮島善博   | 高木麻穗、田村瑛美                                                  | 坂本勝     | 5月14日             |
| 第8回  |          | 動搖的心情，是什麼？     | 長谷川圭一 |          | 大和田麗衣 | 津熊健德、福井麻記 荒井洋紀                                         | 坂本勝     | 5月21日             |
| 第9回  |          | 交疊的心意，是什麼？     | 長谷川圭一 | 金子祥之 | 古川晟     | 長谷川哲也、                                                        | 坂本勝     | 5月28日             |
| 第10回 |          | 留在心中的記憶，是什麼？ | 長谷川圭一 | 五十嵐海 | 佐竹秀幸   | 五十嵐海                                                            | 坂本勝     | 6月4日              |
| 第11回 |          | 無法實現的願望，是什麼？ | 長谷川圭一 | 長原圭太 | 長原圭太   | 小堀史繪、中村真由美                                                | 坂本勝     | 6月11日             |
| 最終回 |          | 受托之物，是什么？       | 長谷川圭一 | 雨宮哲   | 下平佑一   | 西原惠利香、                                                        | 坂本勝     | 6月18日             |

### 播映平台
| 播映地區         | 播映平台 | 播映日期              | 播映時間              | 備註  |
| ---------------- | -------- | --------------------- | --------------------- | ----- |
| 中國大陸         | bilibili | 2021年4月2日－6月18日 | 星期五 22:00（UTC+8） | [ 4 ] |
| 香港、澳門、台灣 | bilibili | 2021年4月2日－6月18日 | 星期五 22:00（UTC+8） | [ 5 ] |

## 外部連結
- 電視動畫「SSSS.DYNAZENON」官方網站（日語）
- 電視動畫「SSSS.DYNAZENON」官方推特（日語）